# Madonna z Dzieciątkiem i św. Anną
Madonna z Dzieciątkiem i św. Anną (it. Madonna dei palafrenieri), znany również jako Madonna z wężem – obraz olejny włoskiego artysty barokowego, Caravaggia. Został namalowany w latach 1605–1606 na zamówienie kardynała Scipione Borghese do jednej z kaplic w bazylice św. Piotra. Obraz nie został dobrze przyjęty przez komisję kardynalską i w końcu nie zawisł w Watykanie. Dzieło do swojej kolekcji zakupił kardynał Borghese i do dzisiaj można je oglądać w galerii Borghese.

## Analiza[1]
Obraz o wymiarach 292 x 211 cm został wykonany na zlecenie konfraternii Palafrenieri. Caravaggio ukazał koncept teologiczny poprzez postać św. Anny, symbolizującej boską łaskę, jako pasywną obserwatora. Modelka dla Madonny to ta sama, która pozowała dla Madonny di Loreto w Rzymie.
Przedstawienie Dziewicy, deptającej węża (symbol zła) z pomocą trzymanego Syna, było szokujące dla tamtych czasów. Święta Anna, przedstawiona jako pomarszczona staruszka, obserwuje to wydarzenie. Maryja i Jezus są bosi, a Jezus jest całkowicie nagi.
Nie jest jasne, czy pomarszczone wyobrażenie Anny było odpowiednie jako hołd dla babci Chrystusa. Kontrowersje mogły powodować dekolt Maryi i możliwa sugestia walki z wężem przez obu, reprezentowana przez równoległe przekątne.